# Le Soleil au-dessus des nuages
Pour plus de détails, voir Fiche technique et Distribution.
Le Soleil au-dessus des nuages est un film français réalisé par Éric Le Roch, sorti en 2001.

## Synopsis
Jean, que son caractère tyrannique et agressif a mené vers la solitude, se retrouve licencié du jour au lendemain. Sans ami, fatigué, le quinquagénaire misanthrope croise par hasard la route d'Antoine, un jeune magicien optimiste et altruiste. Ensemble, ils partent pour La Baule. Pendant le trajet, Jean va redécouvrir le sens de la vie et des relations sociales.

## Fiche technique
- Titre : Le Soleil au-dessus des nuages
- Réalisation : Éric Le Roch
- Scénario : Éric Le Roch
- Photographie : Wilfrid Sempé
- Premier Assistant : Jean-Michel Fouque
- Montage : Marie-Hélène Mora
- Musique : Franco Perry
- Décors : Patrick Farrugia
- Costumes : Barabara Kraft
- Producteur : Philippe Braunstein
- Coproducteur : Jean-Pierre Hoss
- Producteur exécutif : Patrick Lemaître
- Sociétés de production : Les Films d'Avalon, TPS cinéma
- Société de distribution : Mars Distribution
- Dates de sortie :
  -  France : 2 mai 2001
  -  Belgique : 15 août 2001

## Distribution
- Daniel Prévost : Jean Michaud
- Serge Hazanavicius : Antoine
- Hélène Vincent : Virginie
- Lisa Martino : Mado
- Claudine Baschet : Angèle
- André Badin : l'oncle Victor
- Christian Sinniger : Monsieur Parte
- Antonio Cauchois : le mari de Virginie
- Julie Voisin : la fille de Virginie
- Christophe Prévost : Chaffoin
- Fabien Kachev : Boule
- Christian Bouillette : Zibet
- Jean-Yves Roan : le collègue de bureau aux fleurs
- Alexandre Gillet : le collègue de bureau à la cantine
- Marie Boissard : la collègue de bureau qui fait régime